# Металл-органические каркасные структуры

MOF-5

Металл-органические каркасные структуры (англ. metal-organic frameworks, MOF), металл-органические координационные полимеры (англ. metal-organic coordination polymers, MOCP) — класс гибридных материалов, координационных полимеров, решеточная структура которых состоит из ионов или малых кластеров металлов, связанных органическими лигандами.
Эти материалы представляют собой микропористые структуры с размером пор в единицы нанометров. Характеризуются высокой идентичностью пор, большой площадью поверхности, высокими значениями пористости. MOF могут образовывать пространственные одно-, двух- или трехмерные структуры. Выбор металла, органического лиганда и метода синтеза определяют размер и геометрию пор.

## Синтез
Чаще всего MOF получают ростом из водных растворов (гидротермальный метод) или в среде органических растворителей (сольвотермальный метод), в которых растворены лиганд и соединение металла. Иногда синтез ведут без растворителя. Важен режим по температуре и давлению.

## Применение
- Адсорбция газов. В частности, MOF считаются перспективными для хранения водорода или метана для энергетики, улавливания CO2.
- Перспективные катализаторы.
- Газоселективные мембраны.